# Santa Rosa, Acala
Santa Rosa är en ort i Mexiko.   Den ligger i kommunen Acala och delstaten Chiapas, i den sydöstra delen av landet, 700 km öster om huvudstaden Mexico City. Santa Rosa ligger 630 meter över havet och antalet invånare är 181.
Terrängen runt Santa Rosa är varierad. Runt Santa Rosa är det ganska tätbefolkat, med 80 invånare per kvadratkilometer. Närmaste större samhälle är Acala, 8,6 km sydost om Santa Rosa. Omgivningarna runt Santa Rosa är en mosaik av jordbruksmark och naturlig växtlighet.